# Густав Вагнер (генерал)
Густав Адольф Генріх Вагнер (нім. Gustav Adolf Heinrich Wagner; 23 вересня 1880, Бішофсбург —  14 грудня 1951, Гослар) — німецький воєначальник, генерал-майор вермахту. Кавалер Лицарського хреста Залізного хреста.

## Біографія
1 жовтня 1909 року вступив в Прусську армію. Учасник Першої світової війни.  В 1919 році служив в Залізній дивізії. Після демобілізації армії залишений в рейхсвері. З 15 жовтня 1935 року — командир 3-го батальйону 44-го піхотного полку, з 6 січня 1940 року — командир свого полку. В 1942 році поранений. 15 жовтня 1942 року захворів і відправлений в резерв ОКГ, до 31 жовтня лікувався в резервному лазареті Гослара. З 31 грудня 1942 по 1 жовтня 1943 року — командир 540-ї дивізії для особливих доручень. 15 жовтня 1943 року знову відправлений в резерв ОКГ і більше не отримав призначень.

## Звання
- Доброволець (1 жовтня 1909)
- Єфрейтор (17 вересня 1910)
- Оберєгер (1 жовтня 1913)
- Віце-фельдфебель (19 грудня 1914)
- Лейтенант (9 вересня 1919)
- Оберлейтенант (1 травня 1924)
- Гауптман (1 лютого 1929)
- Майор (1 жовтня 1934)
- Оберстлейтенант (1 квітня 1937)
- Оберст (1 квітня 1940)
- Генерал-майор (1 жовтня 1943)

## Нагороди
- Залізний хрест
  - 2-го класу (10 жовтня 1914)
  - 1-го класу (15 жовтня 1915)
- Нагрудний знак «За поранення» в сріблі
- Золотий хрест «За військові заслуги» (17 вересня 1918)
- Почесний хрест ветерана війни з мечами
- Медаль «За вислугу років у Вермахті» 4-го, 3-го, 2-го і 1-го класу (25 років)
- Застібка до Залізного хреста
  - 2-го класу (10 вересня 1939)
  - 1-го класу (28 вересня 1939)
- Лицарський хрест Залізного хреста (14 грудня 1941)
- Штурмовий піхотний знак в сріблі (12 лютого 1942)
- Медаль «За зимову кампанію на Сході 1941/42»